# Ruth Amossy
Ruth Amossy (née Brenes) est professeur émérite à l'Université de Tel Aviv et autrice.

## Biographie
Ruth Amossy est titulaire de la Chaire Henri Glasberg de Culture française et dirige le groupe de recherche ADARR (« analyse du discours, argumentation, rhétorique »). Elle est rédactrice en chef de la revue en ligne « Argumentation et analyse du discours ». Elle a également été directrice du Département de Français de   l'Université de Tel-Aviv, et est actuellement responsable du Programme de Rhétorique au sein du département d’Etudes générales de la Faculté des Lettres.   
Ses principales recherches portent sur l'argumentation et l'analyse du discours. À la suite d'un ensemble de travaux sur le cliché et le stéréotype, elle développe une théorie de « l'argumentation dans le discours » qui fait de l'argumentativité une dimension constitutive du discours, et tente de saisir dans la matérialité du langage les modalités selon lesquelles il oriente des façons de voir et de penser[réf. nécessaire]. Elle s'intéresse aussi à la littérature française du XIXe siècle et du XXe siècle et a travaillé en particulier sur Julien Gracq et le surréalisme, Salvador Dali, Balzac, ainsi que sur la littérature de la Première guerre mondiale.

## Principales publications
- Les jeux de l'allusion littéraire dans Un beau ténébreux, de Julien Gracq, Neuchâtel, À la Baconnierore, coll. « Langages », 1980 [1976, pour la thèse].
- Les discours du cliché, en collaboration avec Elisheva Rosen, Paris, Société d'édition d'enseignement supérieur, 1982.
- Parcours symboliques chez Julien Gracq : Le Rivage des Syrtes, Paris, Société d'édition d'enseignement supérieur, 1982.
- Carnaval et comédie dans Les caprices de Marianne, d'Alfred de Musset, en collaboration avec Elisheva Rosen, Paris, Minard, coll. « Archives des lettres modernes », 1983.
- Les idées reçues : sémiologie du stéréotype, Paris, Nathan, coll. « Texte à l'oeuvre », 1991.
- Dali ou le filon de la paranoïa, Paris, Presses universitaires de France, coll. « Texte rêve », 1995.
- Stéréotypes et clichés : langue, discours, société, en collaboration avec Anne Herschberg Pierrot, Paris, Nathan, coll. « 128 », 1997. Réédition, Paris, Armand Colin, coll. « 128 », 2005[2].
- L'argumentation dans le discours : discours politique, littérature d'idées, fiction, Paris, Nathan, coll. « Fac. Linguistique », 2000. Rééditions, Paris, Armand Colin, coll. « Cursus », 2005, 2010 ; Paris, Armand Colin, coll. « I.COM », 2013, 2016[3],[4],[5].
- La présentation de soi : ethos et identité verbale, Paris, Presses universitaires de France, coll. « L'Interrogation philosophique », 2010.
- Apologie de la polémique, Paris, Presses universitaires de France, coll. « L'Interrogation philosophique », 2014
- Une formule dans la guerre des mots : "la délégitimation d'Israël", Paris, Classiques Garnier, coll. « L'univers rhétorique », 2018